# El pagador de promesas
El pagador de promesas es una película de 1962 de Brasil, un drama escrito y dirigido por Anselmo Duarte y basada en la obra homónima de Dias Gomes.

## Sinopsis
Zé es un hombre humilde que se enfrenta a la intransigencia de la Iglesia para tratar de cumplir con la promesa de un templo de candomblé y llevar una cruz muy pesada en un largo viaje. 
Zé es el dueño de un pequeño pedazo de tierra en el noreste de Brasil. Su mejor amigo enferma, Zé hace una promesa a la madre de un santo del Candomblé que si se recupera, se compromete a dividir su tierra en partes iguales entre los más pobres y llevar la cruz de su tierra a la Iglesia de Santa Bárbara, en Salvador de Bahía, para ofrecérsela al sacerdote local. Una vez que su amigo se está recuperando, Zé comienza su viaje. 
La película comienza con Zé, seguido fielmente por su esposa Rose, llegando a la catedral en la madrugada. El sacerdote local se niega a recibirlo después de escuchar el motivo y las circunstancias que llevaron al "pagano" a realizar la promesa. Todos en Salvador se aprovechan de la inocencia e ingenuidad de Zé. Los practicantes del candomblé desean utilizarlo como un líder en contra de la discriminación que sufren de la Iglesia católica, los tabloides prometieron dotar de tierras a los pobres en grito de reforma. La policía es llamada a impedir la entrada de Zé en la Iglesia, que termina asesinado en un violento enfrentamiento entre policías y manifestantes en su favor. En la última escena de la película, los manifestantes ponen el cuerpo muerto de Zé en la cruz e ingresan por la fuerza en la catedral.

## Repercusiones
La película se convirtió en un éxito en unos pocos días en Francia, Europa y los Estados Unidos aunque los críticos de Brasil rechazaron tanto la película como el director. Ganó la Palma de Oro del festival de Cannes en 1962, convirtiéndose en la primera película (y única hasta 2011) en lograr tal distinción. Un año más tarde, también se convirtió la primera película de Brasil y de América del Sur nominado al Premios Óscar de 1963 a la Mejor Película Extranjera. En el Festival Internacional de Cine de Cartagena de Indias que ese año realizaba su segunda edición fue considerada por el jurado como la mejor película del certamen.
- Datos: Q1482269